# Mort River
Der Mort River ist ein Fluss im Südwesten des australischen Bundesstaates Queensland. Er führt nicht ganzjährig Wasser.

## Geographie

### Flusslauf
Der Fluss entspringt an den Südwesthängen der Selwyn Range, fließt nach Südwesten und mündet unterhalb der Digby Peaks  in den Burke River.

### Nebenflüsse mit Mündungshöhen
Der Fluss hat folgende Nebenflüsse:
- Horse Creek – 262 m